# Еритрејска оријентално-православна црква
Еритрејска оријентално-православна црква (тигриња: ተዋህዶ ቤተ ክርስትያን ኤርትራ / Tewahədo Bet'ə K'rstian Ertra; итал. Chiesa ortodossa Eritrea) је помесна оријентално-православна црква у Еритреји. Црква је историјски била уско повезана с Коптском оријентално-православном црквом, а након независности Еритреје 1993. отцепила се од Етиопске оријентално-православне цркве. Броји око 2 милиона припадника у Еритреји и расејању.
Еритрејска црква, заједно са осталим оријентално-православним црквама, заступа специфичну миафизитску христологију, поштује изворни Никејско-цариградски симбол вере, заступа правоверну пнеуматологију и не признаје филиоквистичку јерес, нити било коју другу хулу на Светог духа.
Већ 1920-их италијанске колонијалне власти основале су једну еритрејску православну цркву, огранак Етиопске оријентално-православне цркве. Намера им је била да умање утицај Етиопије у Еритреји. Након повлачења Италије 1936. са ових простора дошло је до поновног уједињења ових двеју цркава у једну.
Године 1998. коптски папа Шенуда III именовао је епископа Филипоса за првог патријарха Еритрејске православне тевахедо цркве признајући јој аутокефалност, што је признала и Етиопска оријентално-православна црква.
После смрти абуна Филипоса 18. септембра 2003, прво је изабран абуна Јакоб за патријарха 1. децембра 2001. а затим абуна Антонио 2004. (У јануару 2006. патријарх Антонио доспео је у кућни притвор, јер је његово понашање црквено веће сматрало непримереним, јер је ударио једну часну сестру).
Године 2006. епископ Диоскорос је изабран за патријарха на захтев еритрејске владе, али до данас није почео да обавља своју службу, пошто један патријарх може да преузме ту дужност тек после смрти свог претходника. 79-годишњи абуна Антонио је 27. маја 2007. ухапшен у једној „хитној акцији“ како је Амнести интернашонал саопштио у јуну 2007. године.
Литургијски језик Цркве је гиз, којим се служи и Етиопска оријентално-православна црква, но у свакодневном животу се више не користи.
Храм Еритрејске православне тевахедо цркве налази се у главном граду Асмари и носи име Нда Маријам.
Током последњих година, црква делује у веома отежаним политичким и друштвеним околностима, а њени припадници су често изложени нападима.